# Szaidzsó
Szaidzsó (Hepburn-átírásban: Saijō), (japánul:西条市) város Japánban, Sikoku szigetén, Ehime prefektúrában, melyet nyugatról a Szeto-beltenger határol, keleti irányból pedig Nyugat-Japán legmagasabb helycsúcsa, az Isizucsi magasodik fölé.

## Története

### 2004 után
Modern kori története mindössze 2004. november 1-ig nyúlik vissza, mikor is a közigazgatási rendeletek értelmében e név alatt egyesítették a korábbi Szaidzsó, Tójo, Komacu, Suszo, és Tanbara városokat.

### 2004 előtt

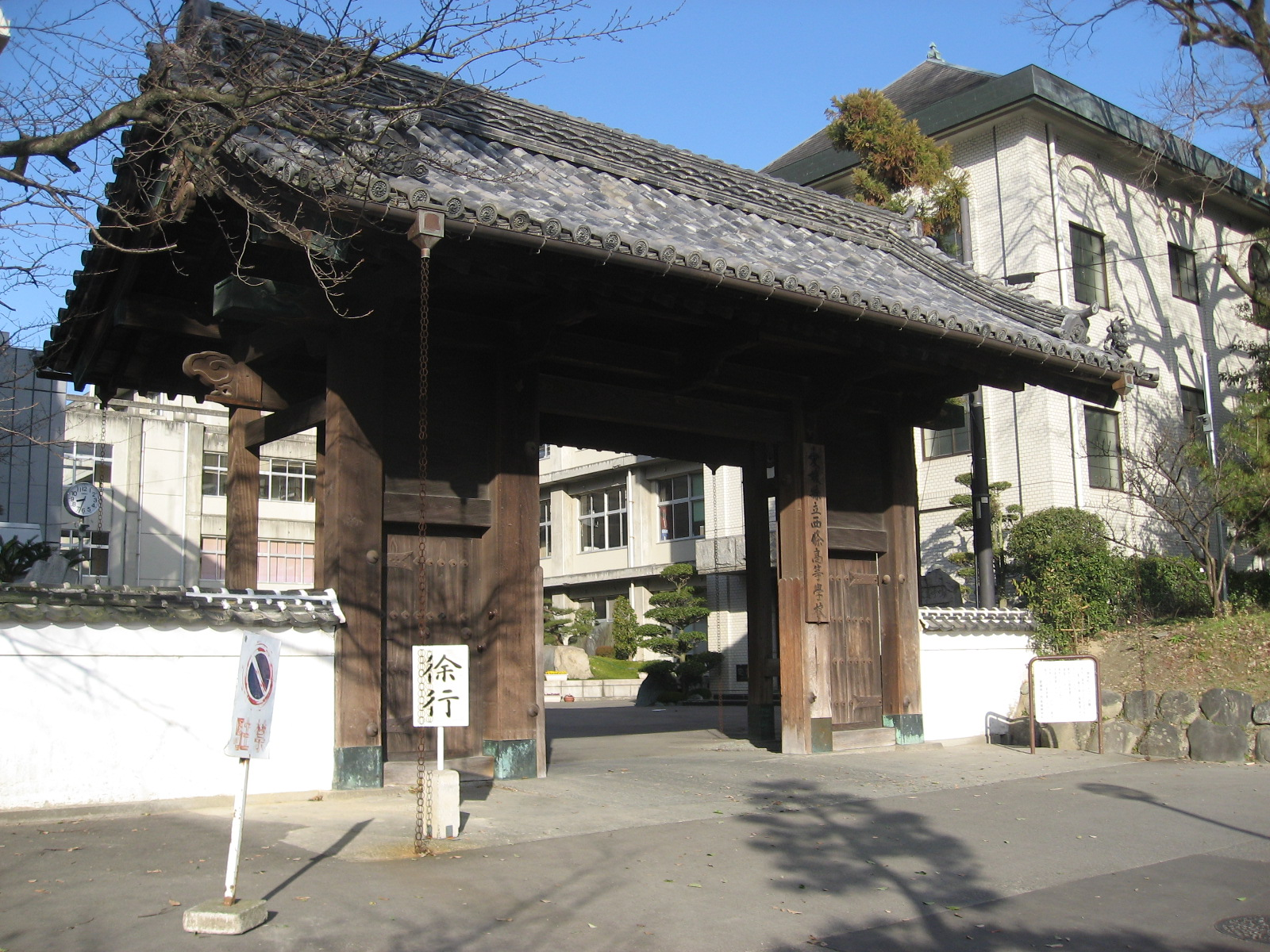
A város legrégebbi iskolájában 1896-ban kezdődött meg az oktatás

Az város területén számos évezredes sír található, melyek hozzávetőlegesen nagyjából a 20 ezer éves korhoz közelítenek.
A középkorban már feltehetőleg hasonlóan neveztetett a település elődje, méghozzá a helyi hűbérúr családneve után. 
A Meidzsi-restauráció után a város is a fokozatos modernizáció útjára lépett, és 1921-ben megnyílt a helyi vasútállomás.
Az település azonos nevű jogelődje 1941. április 29-én nyert városi rangot, melynek nyomán a következő évtizedekben vasútállomás.

## Földrajzi adottságok, éghajlat
Az éghajlat egész évben párás (szubtrópusi), emellett rengeteg csapadék hull az esős évszakon (梅雨) kívül is, főleg szeptemberben. Nyáron az átlagos napi középhőmérséklet elérheti a 27 °C-os  is. Télen a tenger közelsége miatt erős széllökések jellemzőek, és a nem ritka a havazás sem.
| Hónap                         | Jan. | Feb. | Már. | Ápr. | Máj. | Jún. | Júl. | Aug. | Szep. | Okt. | Nov. | Dec. | Év   |
| ----------------------------- | ---- | ---- | ---- | ---- | ---- | ---- | ---- | ---- | ----- | ---- | ---- | ---- | ---- |
| Rekord max. hőmérséklet (°C)  | 19,0 | 23,1 | 27,9 | 32,0 | 34,3 | 36,8 | 37,5 | 37,8 | 36,7  | 32,9 | 25,6 | 21,3 | 37,8 |
| Átlagos max. hőmérséklet (°C) | 9,6  | 10,1 | 13,6 | 19,0 | 24,0 | 26,6 | 30,8 | 31,8 | 27,7  | 22,6 | 17,2 | 12,0 | 20,5 |
| Átlaghőmérséklet (°C)         | 5,7  | 6,0  | 9,1  | 14,0 | 18,9 | 22,5 | 26,6 | 27,4 | 23,7  | 18,4 | 12,9 | 7,9  | 16,2 |
| Átlagos min. hőmérséklet (°C) | 1,9  | 1,9  | 4,6  | 9,1  | 14,1 | 19,1 | 23,2 | 23,8 | 20,3  | 14,5 | 8,8  | 4,0  | 12,2 |
| Rekord min. hőmérséklet (°C)  | −4,5 | −7,7 | −3,3 | 0,4  | 5,3  | 10,2 | 16,4 | 17,9 | 11,4  | 4,7  | 0,4  | −3,2 | −7,7 |
| Átl. csapadékmennyiség (mm)   | 53   | 69   | 110  | 103  | 127  | 209  | 186  | 125  | 230   | 152  | 71   | 59   | 1494 |
| Havi napsütéses órák száma    | 125  | 132  | 163  | 186  | 201  | 140  | 177  | 204  | 140   | 150  | 128  | 120  | 1866 |

A várost keletről egy hegyvonulat határolja, melynek lánchegység jellegéből adódó hirtelen emelkedése nyomán a település sűrűn lakott része sík terepen helyezkedik el.

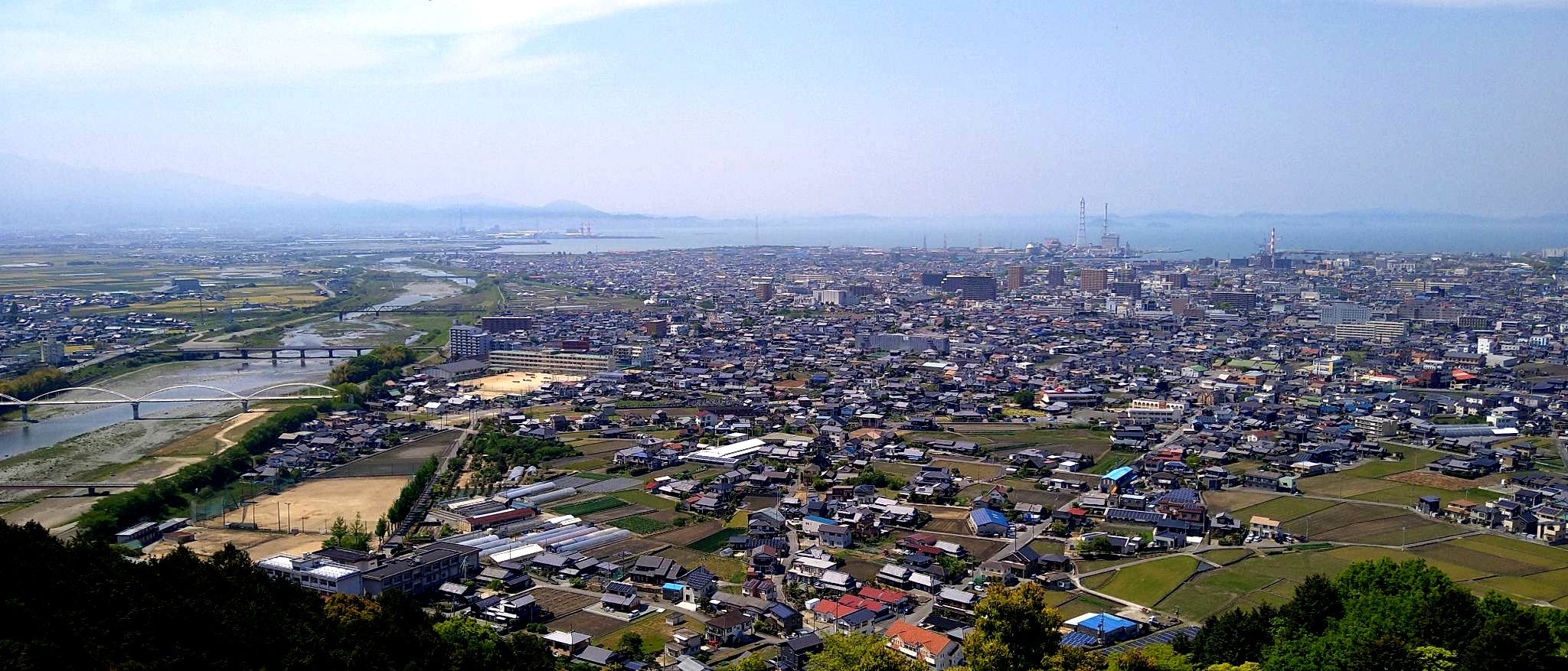
A város látképe a hegyek felől, háttérben a Szetó-beltengerrel

### Vízrajz
A városban két természetes, és egy mesterséges (duzzasztógáttal létrehozott) tó található. Továbbá keresztülszeli a helységet több helyen is, a hegyekből leiramló Nakajama folyó.

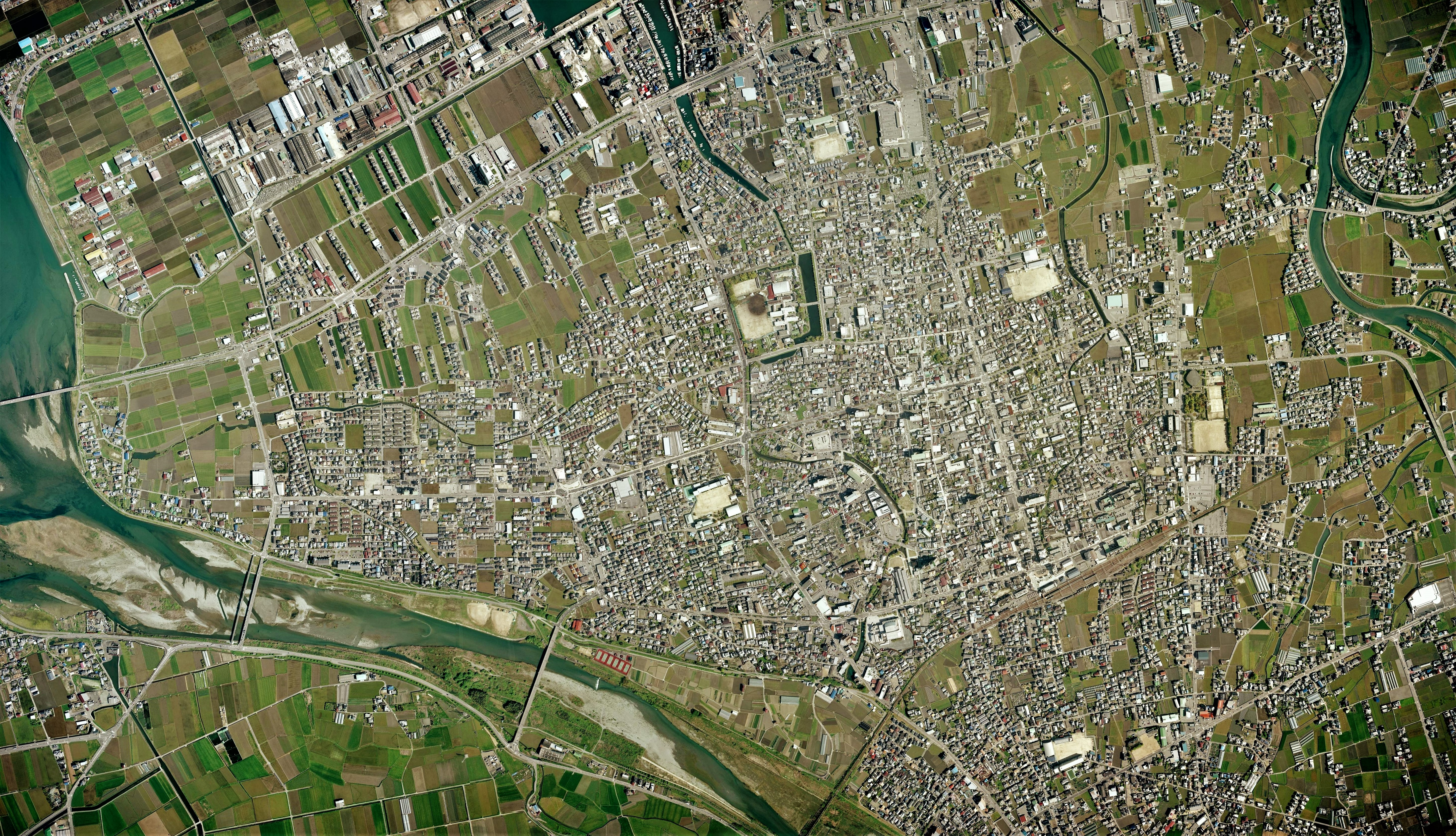
Légifelvétel Szaidzsóról

## Demográfia
A város lakossága az 1960-as évektől az ezredfordulóig nagyjából stagnált. Ekkor indult meg egy csökkenő tendencia, mely a mai napig tart.

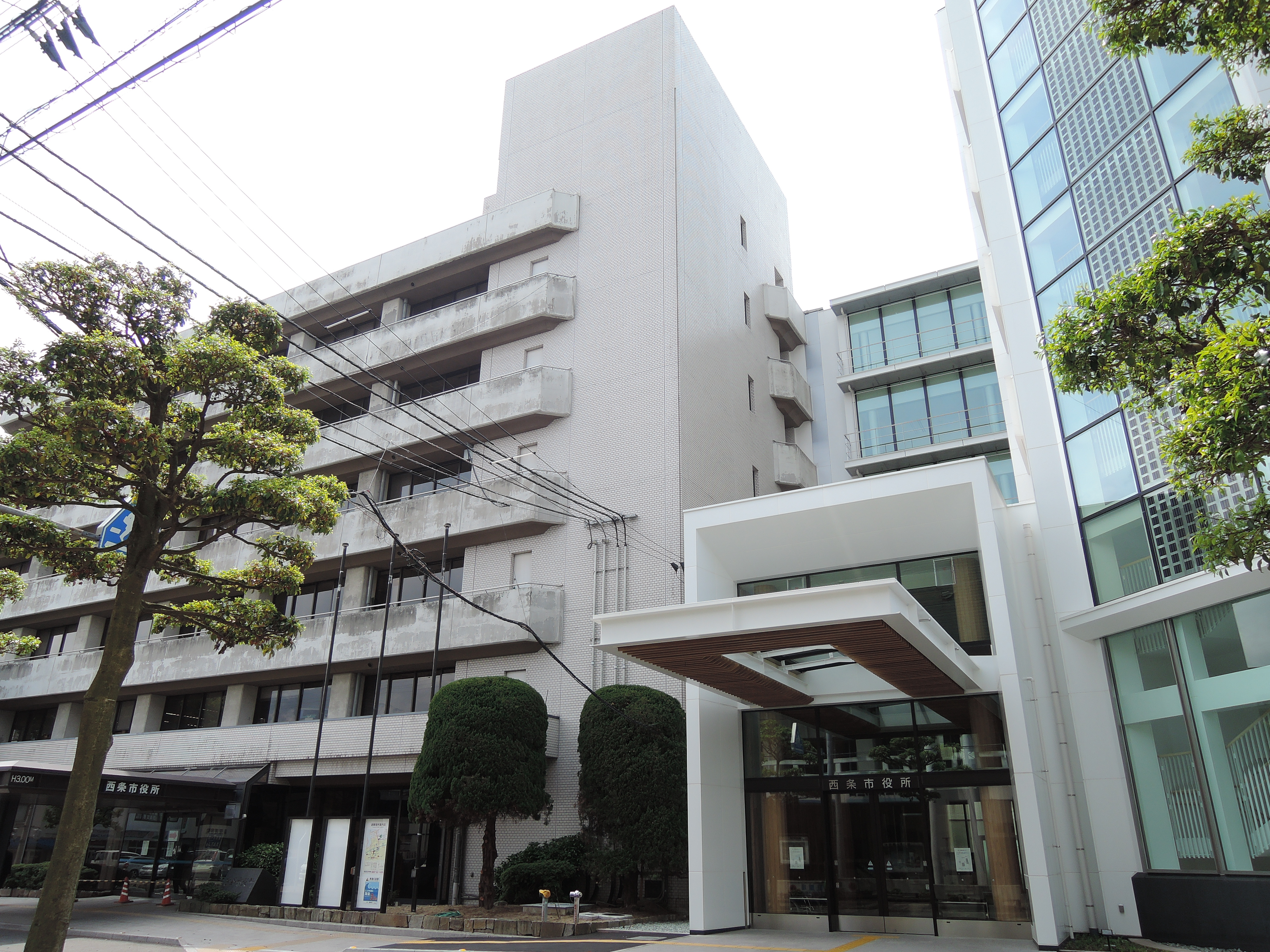
A városháza épülete

## Kultúra
A városban számos általános és középiskola működik, egy régészeti múzeum is található a településen, a pályaudvar mellett pedig egy vasúttörténeti múzeum üzemel. A városmodernizációs program keretében 1996-ban egy 2000 fő befogadására alkalmas koncerttermet és egy könyvtárat avattak fel. Minden évben ősszel megrendezésre kerül a helyi fesztivál "Szaidzsómacuri" (西条祭り), mely nagy jelentőséggel bír a város életében.

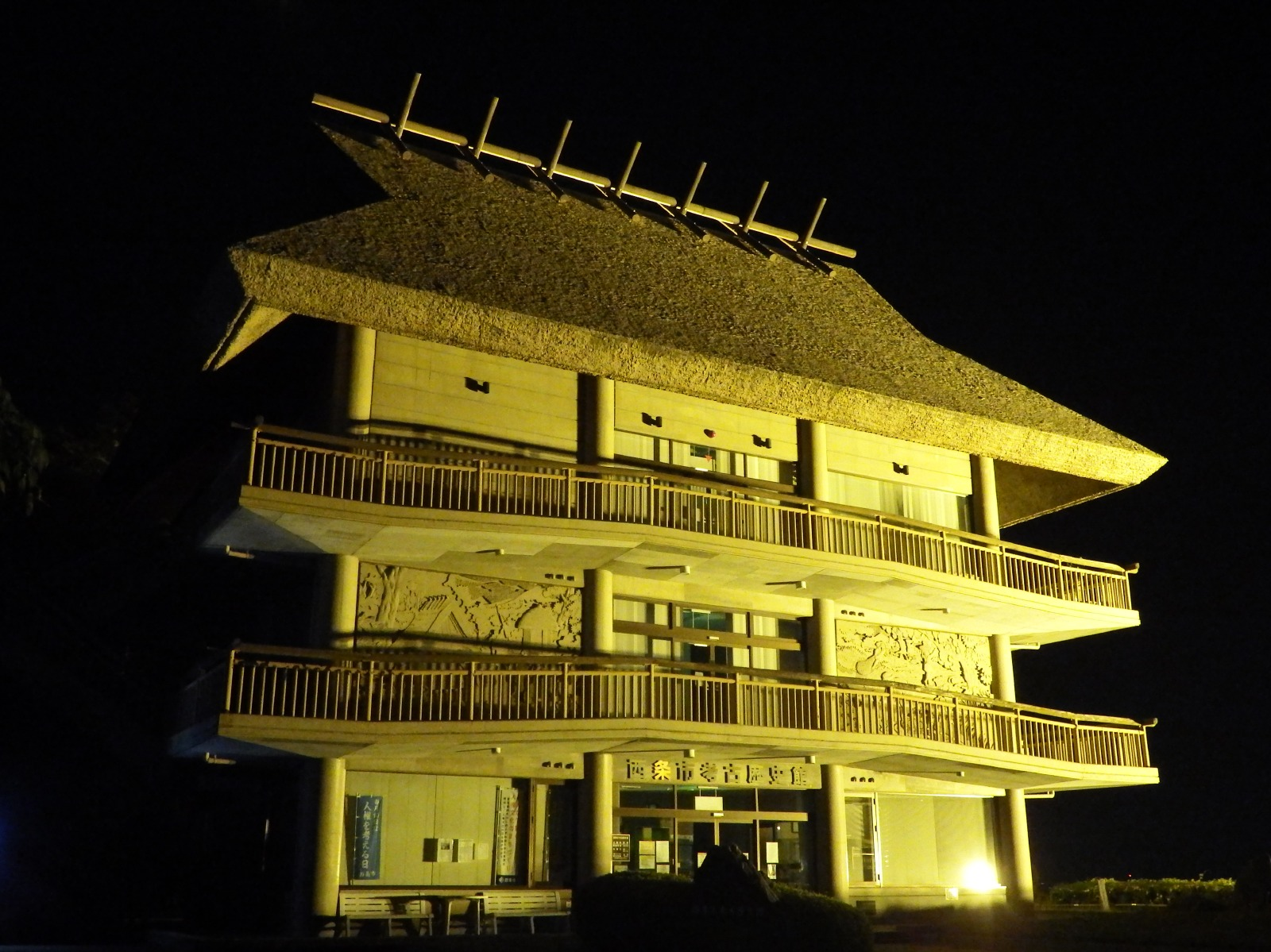
Régészeti múzeum

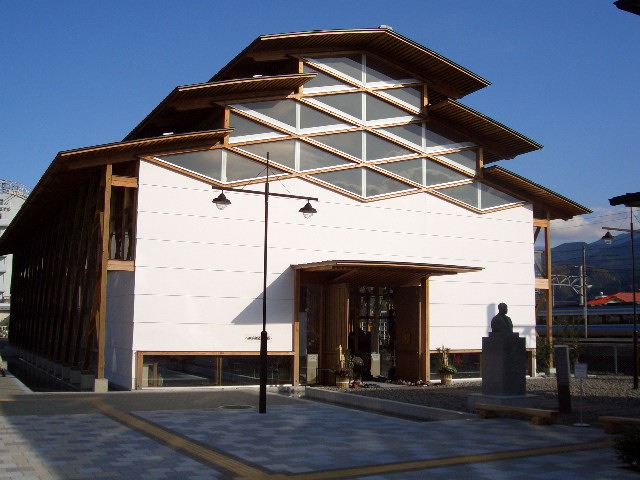
Vasúttörténeti múzeum

### Oktatás
A városban 26 állami általános iskola, és 10 állami középiskola működik, melyeket az önkormányzat tart fenn. Illetve további 5 állami középiskolát a Prefektúra üzemeltet.

### Nyelvjárás
A japán nyelv viszonylag homogén, ám bizonyos helyeken eltérő hanglejtéssel, különböző ejtéssel beszélik, esetleg helyi tájszavakat használnak. Szaidzsóban a Tójo nyelvjárás egy változatát az úgy nevezett "Szaidzsó-ben"-t (西条弁) beszélik.

## Gazdaság
Az lokális gazdaság legjelentősebb ágazat a talán a mezőgazdaság, melynek profilja főként a gabona- és gyümölcstermesztés. Emellett a halászat is számottevő, főként polipot és kagylót fognak a közeli vizeken. 
A gyár- és nehézipar is igen sarkalatos. Korábban egy rézbánya működött a környéken, ami mára már megszűnt, ám a vaskohászati üzemek szakadatlanul működnek tovább.

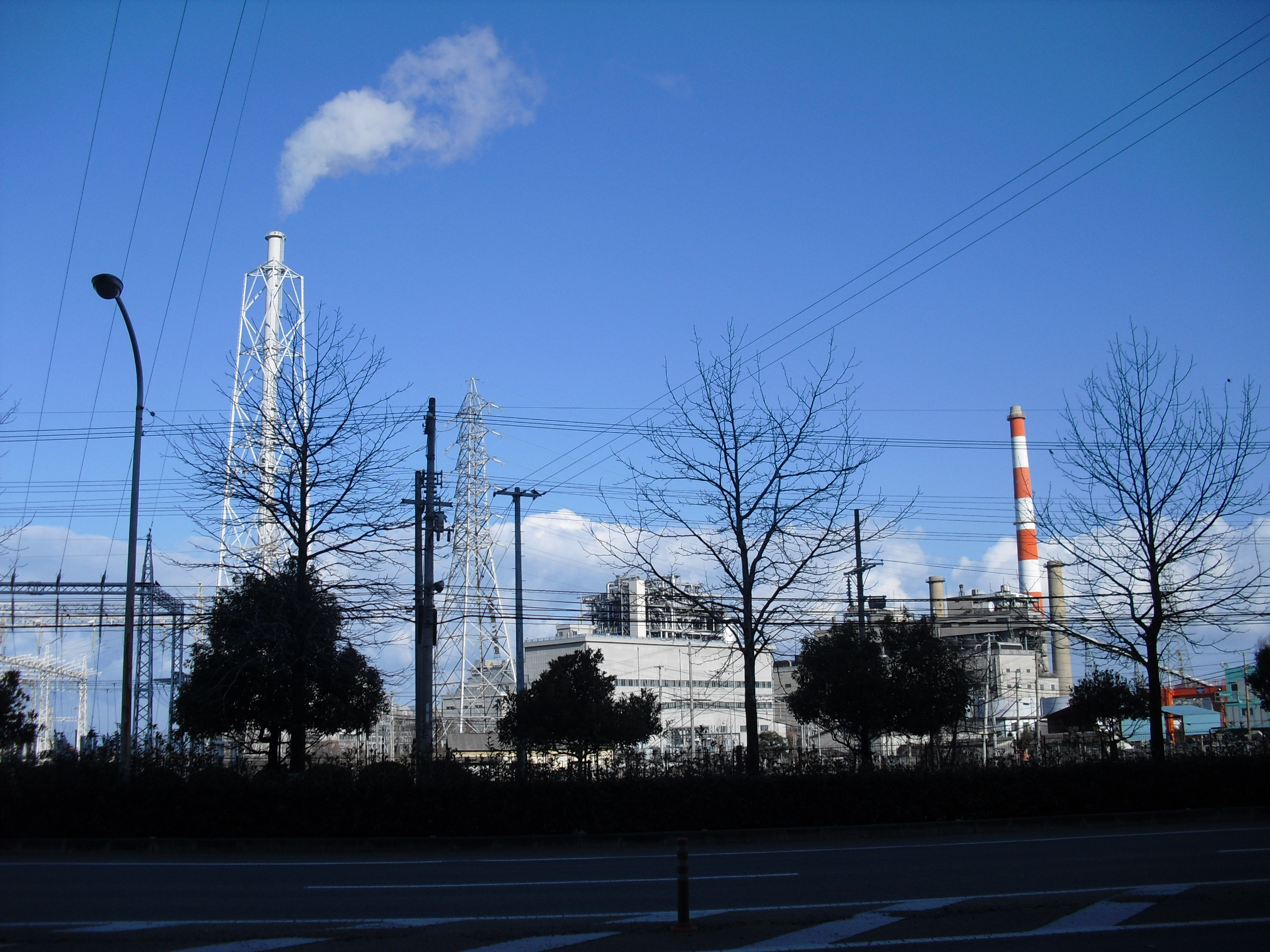
Szumito Vaskohászati Üzem

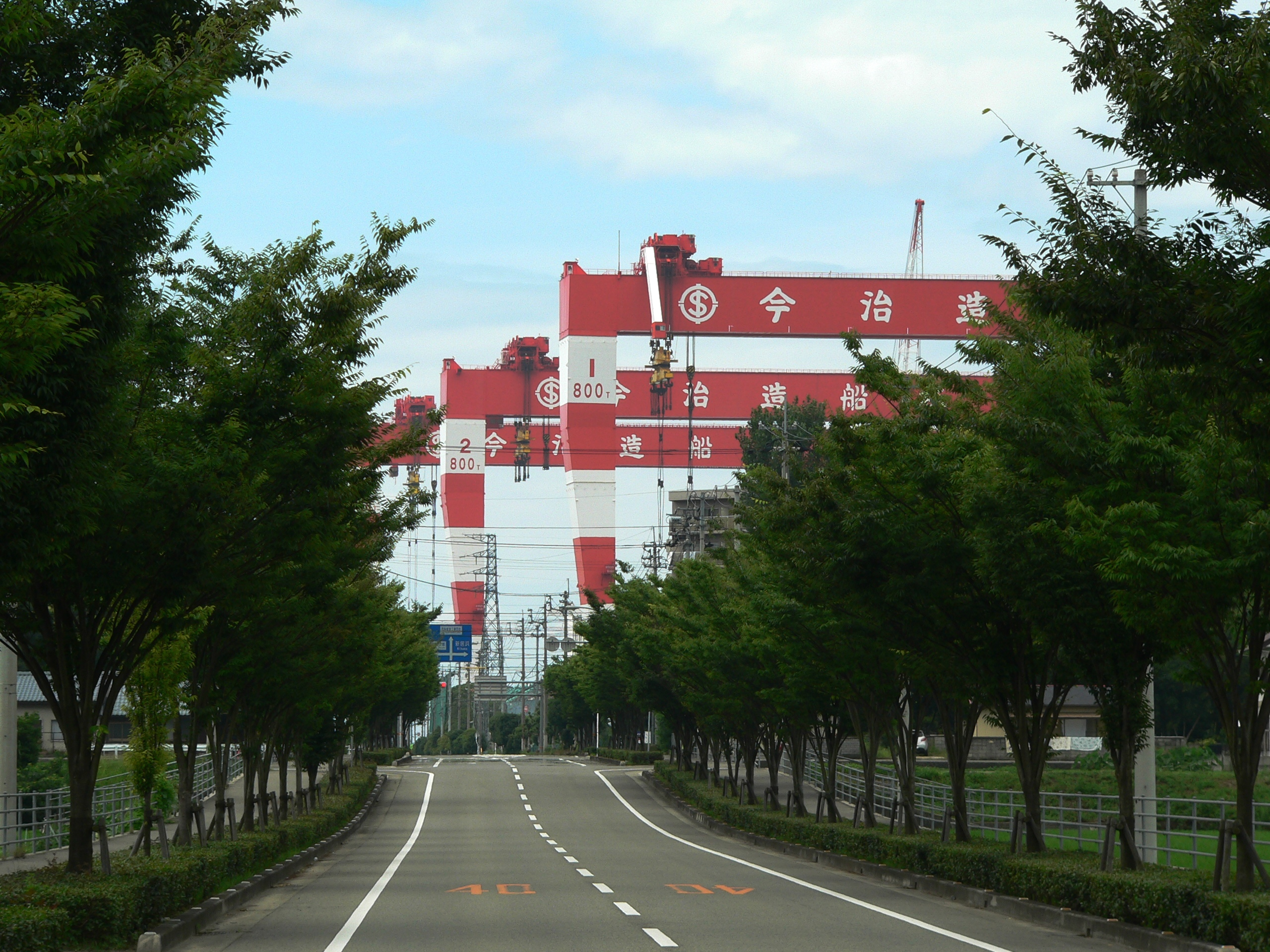
Az Imabari Hajóépítő Vállalat szaidzsói gyára

A legmegkerülhetetlenebb mégis talán a hajógyártás, mely a város bevételének tetemes részét adja. Valamint elektronikai cégek is itt bejegyezve működnek.
További érdekesség, hogy a jókora talajvízkészletek miatt a helyieknek nem kell fizetniük a csapvízért.

## Közlekedés
A településnek repülőtere nincsen, de közúton, kötött pályán, és hajóval egyaránt megközelíthető.

### Közút
Szaidzsó a prefektúra központjától, Macujamától 50 kilométerre észak-keletre terül el, mellyel számos főút köti össze.
- E56-os Macujama felé vezető gyorsforgalmi út
- E76-os Imabari-Komacu gyorsforgalmi út
- 11-es számú országút
- 192-es számú országút
- 194-es számú országút
- 196-es számú országút

### Vasút
Macujama és Szaidzsó között egypályás, villamosítatlan vasúti pálya is fekszik, melyen főként személyforgalom zajlik. A város területén 6 vasúti megállóhely és 1 vasútállomás található. 

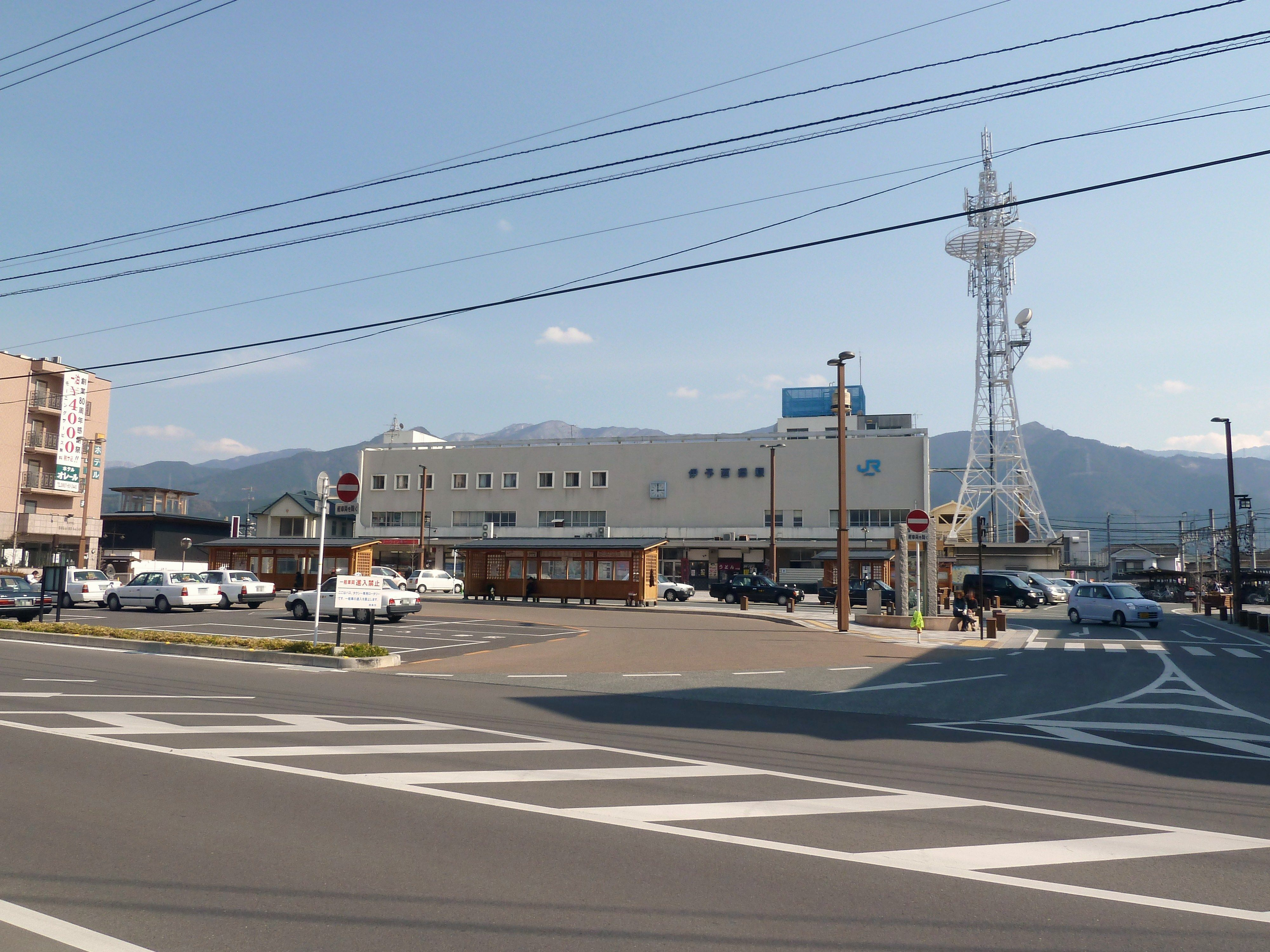
Ijo-Szaidzsó vasútállomás

- Joszan-vonal: Ijo-Szaidzsó - Isizucsijama - Ijo-Himi - Ijo-Komacu - Tamanoe - Nyúgava - Ijo-Mijosi

Közvetlen vasúti járat visz továbbá Takamacu és Okajama városokba, melyeket a régiós monopóliumot élvező JR Sikoku vasúti vállalat üzemeltet.

### Buszjáratok
Közvetlen nappali és éjszakai buszjáratok közlekednek Macujamába, Hirosimába, ész Kobén át Ószakába.

### Komp
Továbbá a tójói kikötő és Oszaka között kompjáratot üzemeltet az Orange Ferry tengerhajózási társaság.

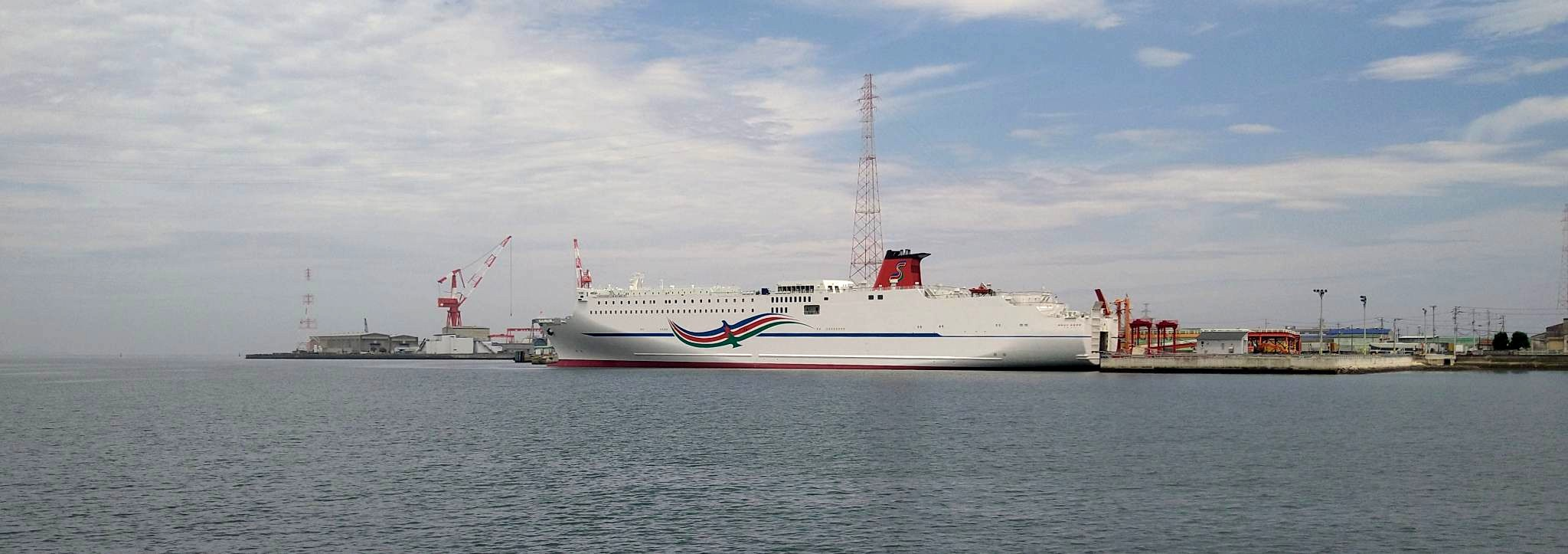
Kifutni készülő komp a tójói kikötőben

### Kötélvasút
Az Isizucsi-hegy csúcsára drótkötélpályás felvonóval lehet feljutni.

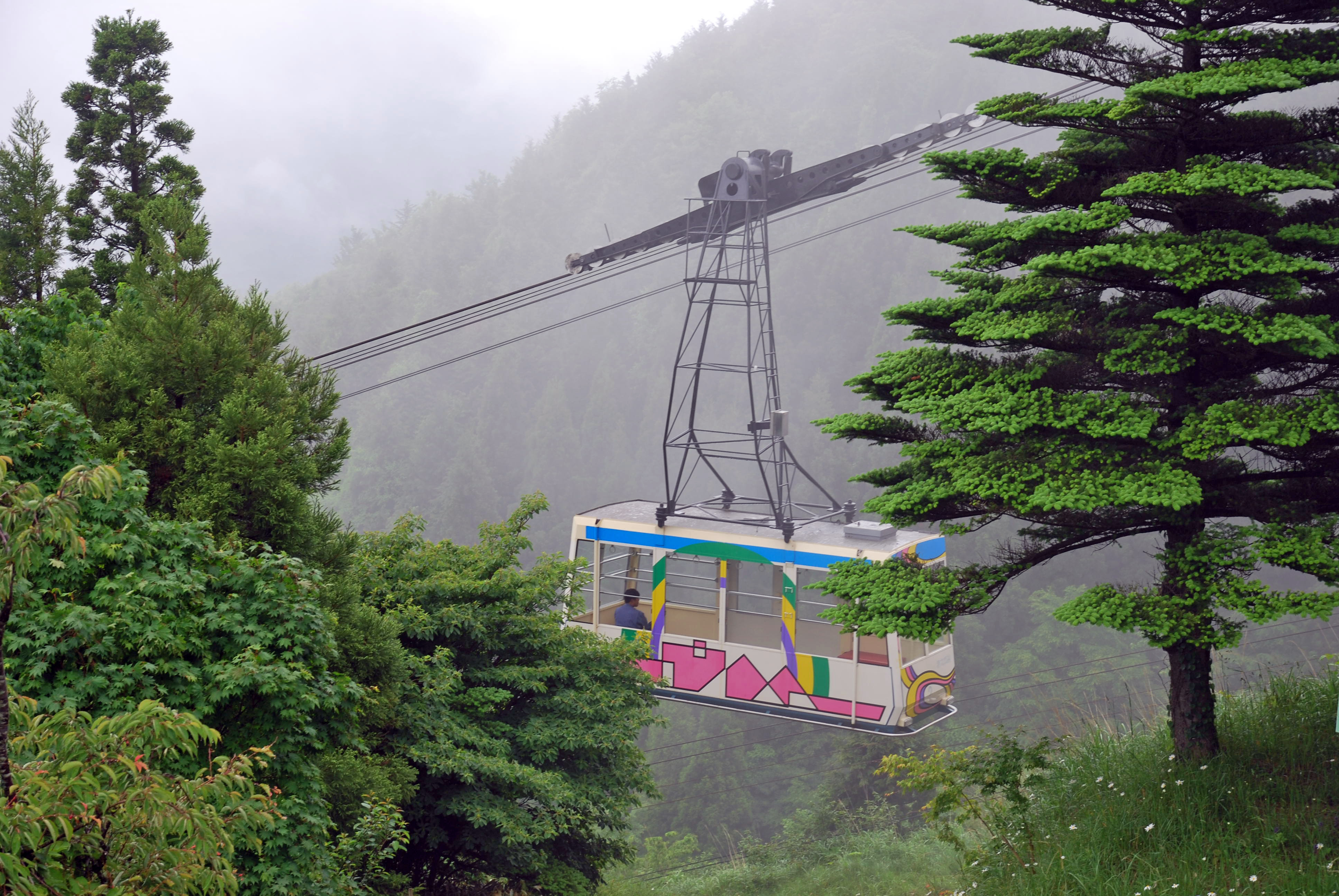
A helyi "libegő"

## Turizmus
Szaidzsóban számos szentély, múzeum, és kirándulásra alkalmas hely található. A téli szezonban sokan a hegyekben lévő sípályákat meglátogatni érkeznek a városba. De a nyáron és az őszi fesztivál alkalmából is sokan látogatnak a városba.

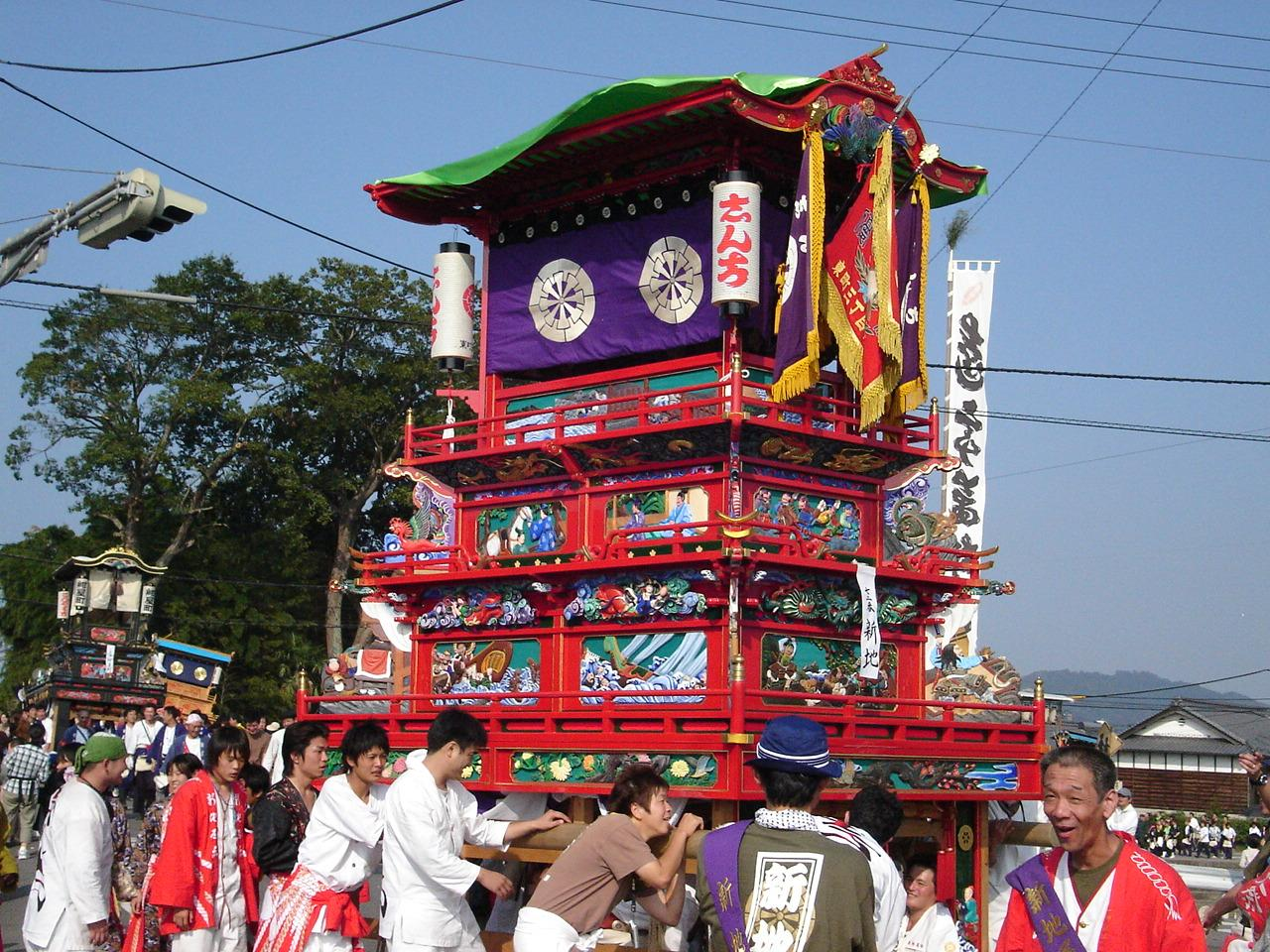
Kép a híres helyi fesztiválról, a "Szaidzsómacuri"-ról.
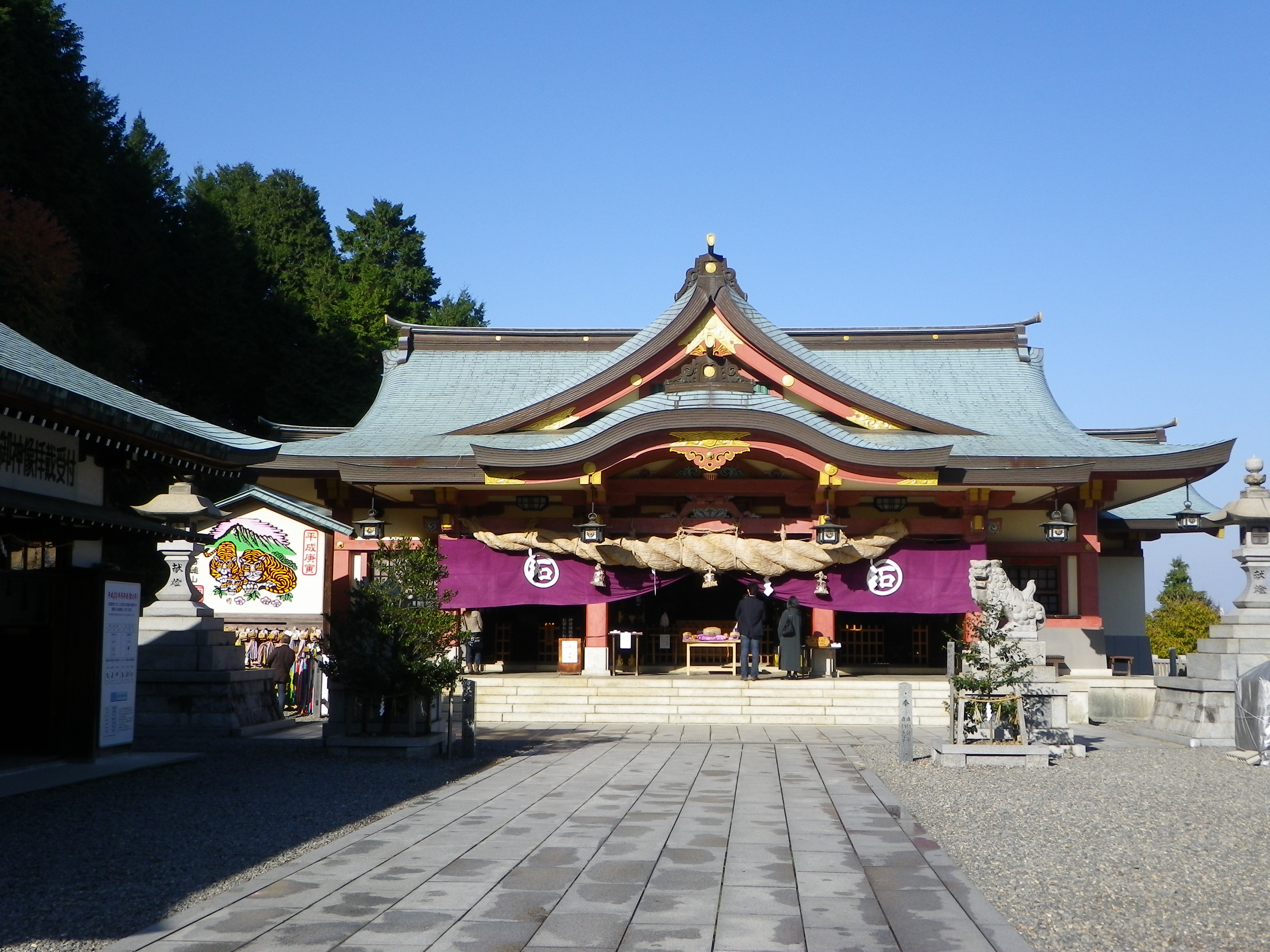
Sintoista szentély az Isizucsi-hegy lábánál
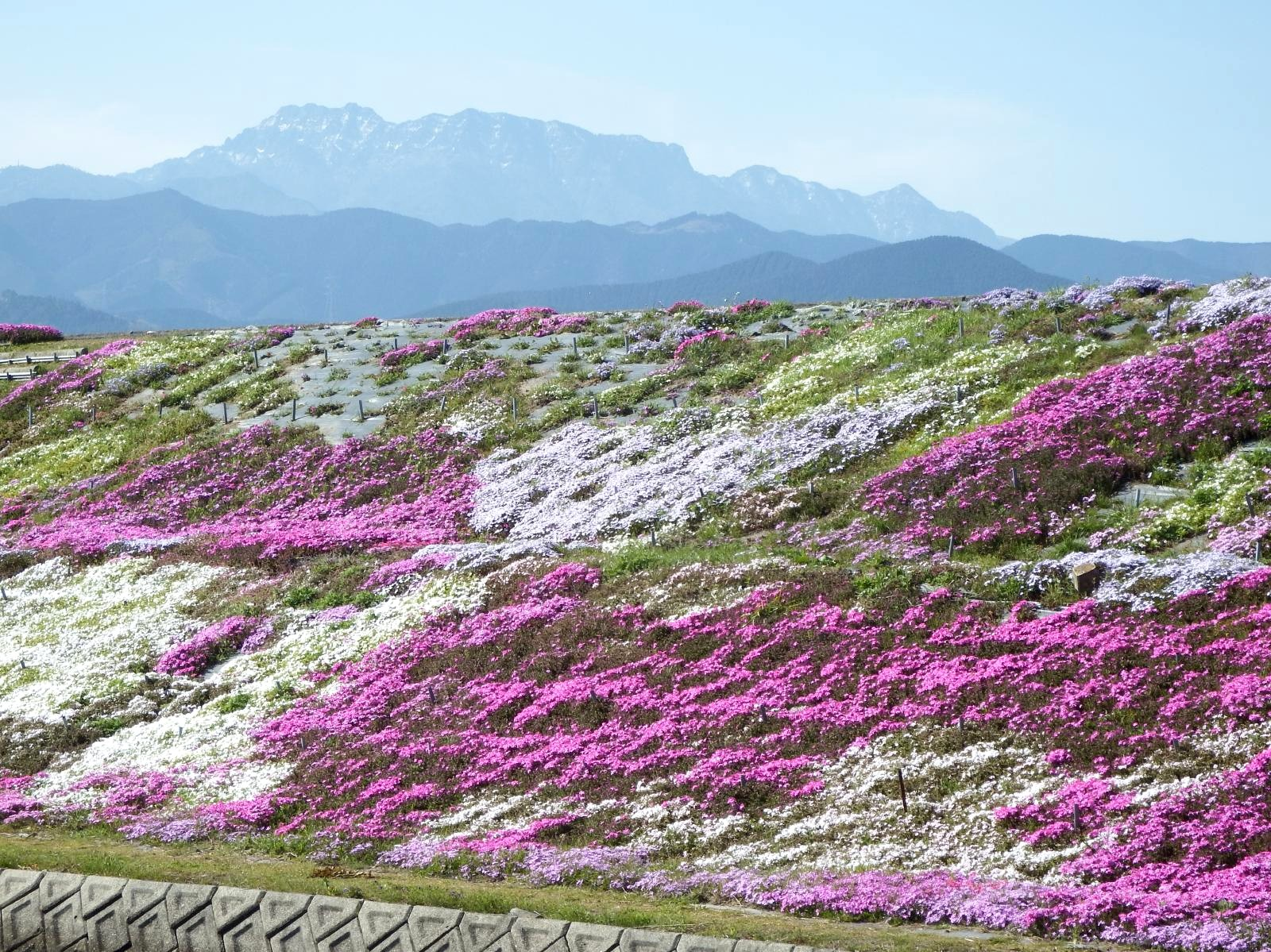
Aranylevelű lángvirágok tengere az Isizucsi hegy lábánál
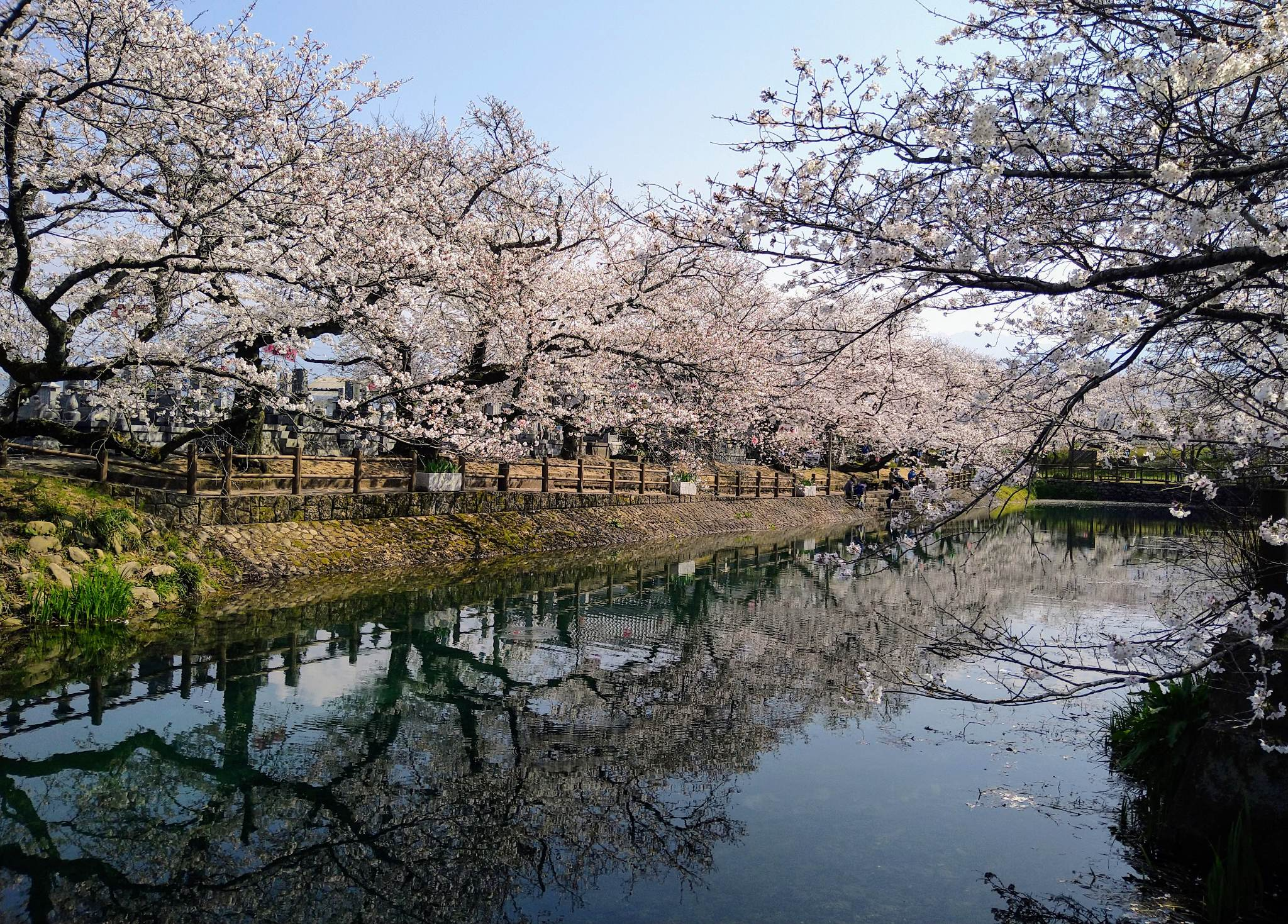
A város parkja cseresznyevirágzás idején
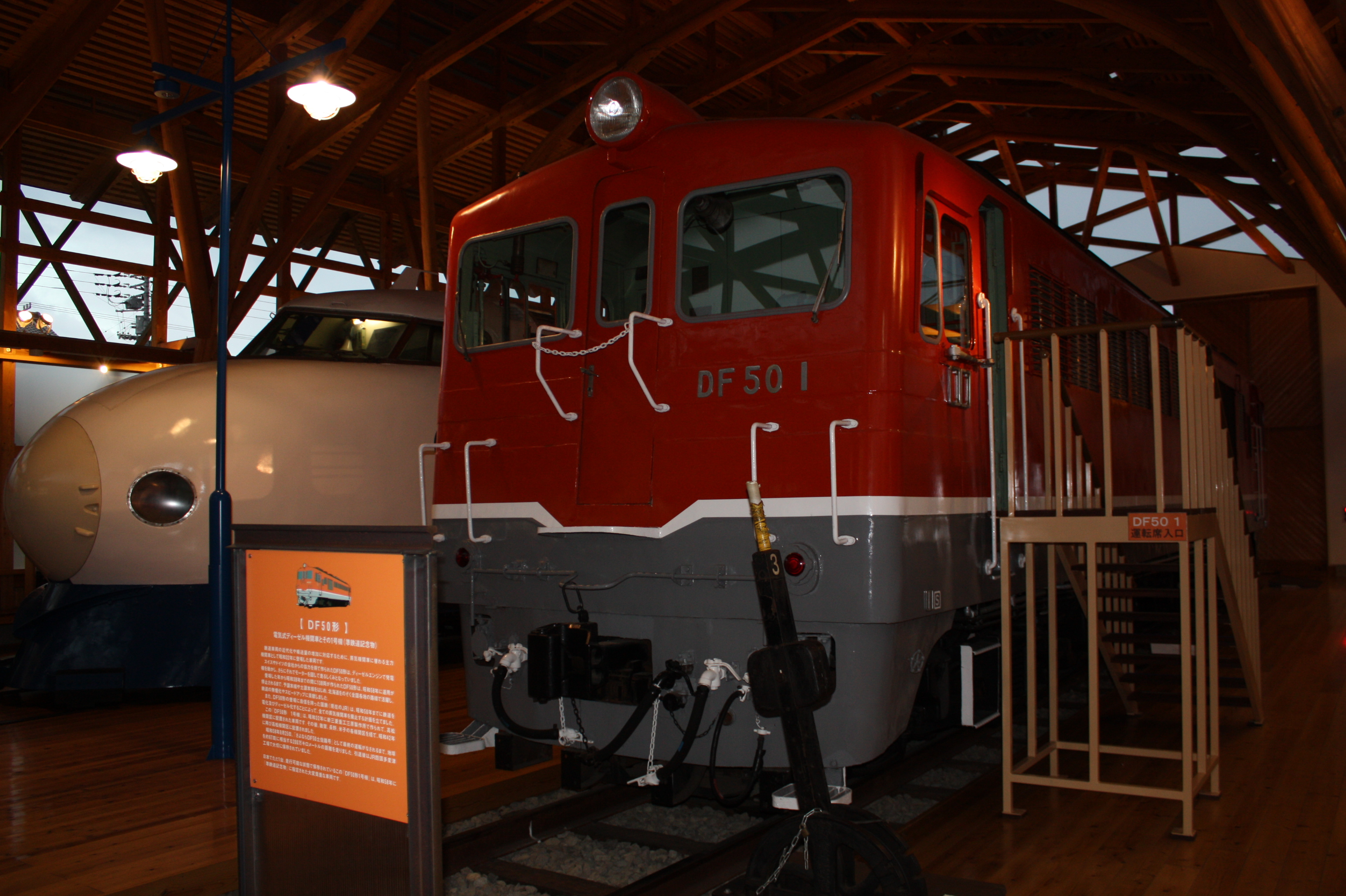
Kiállított mozdony a Vasúttörténeti Múzeumban
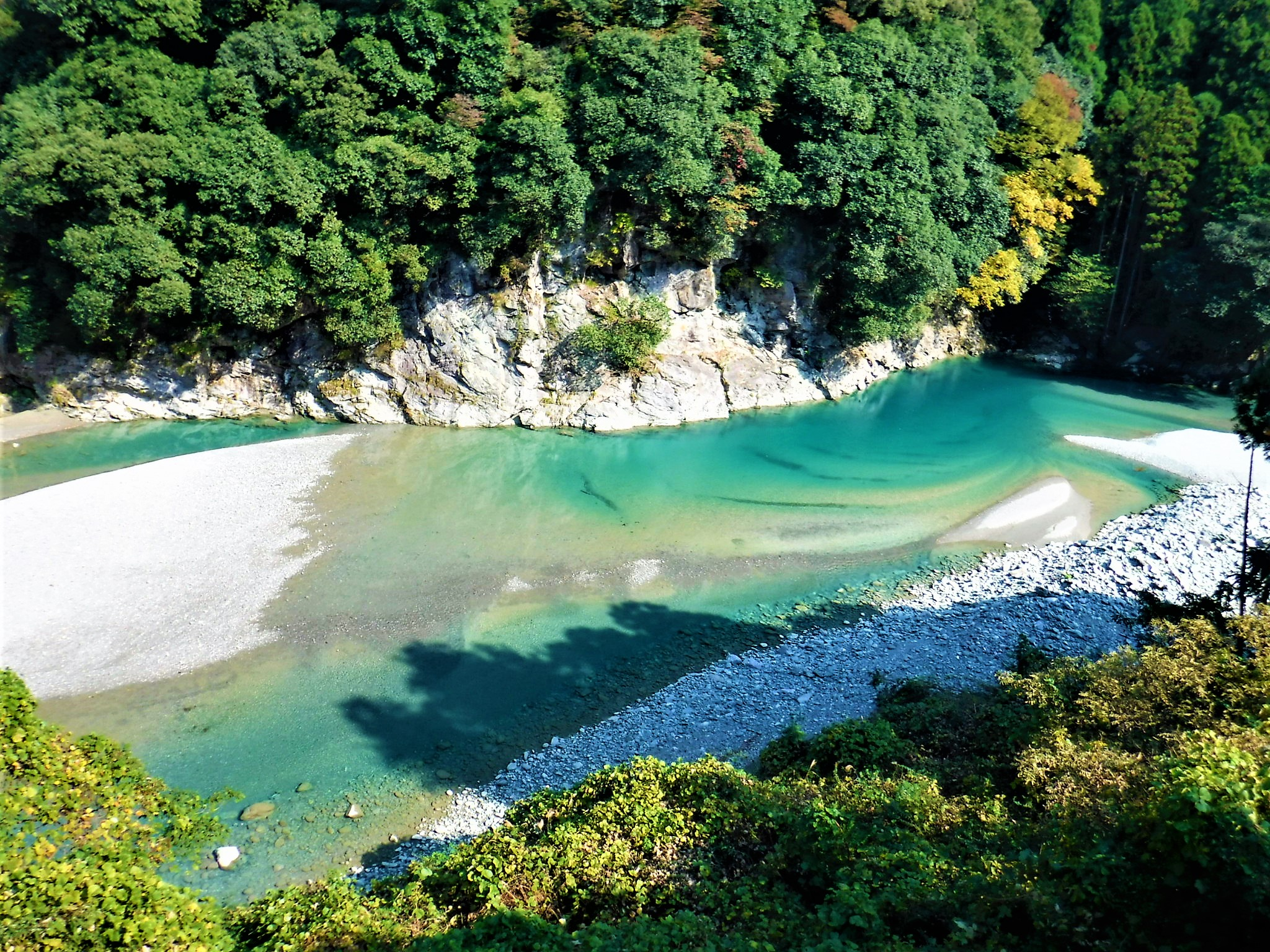
A lefelé folyó folyó
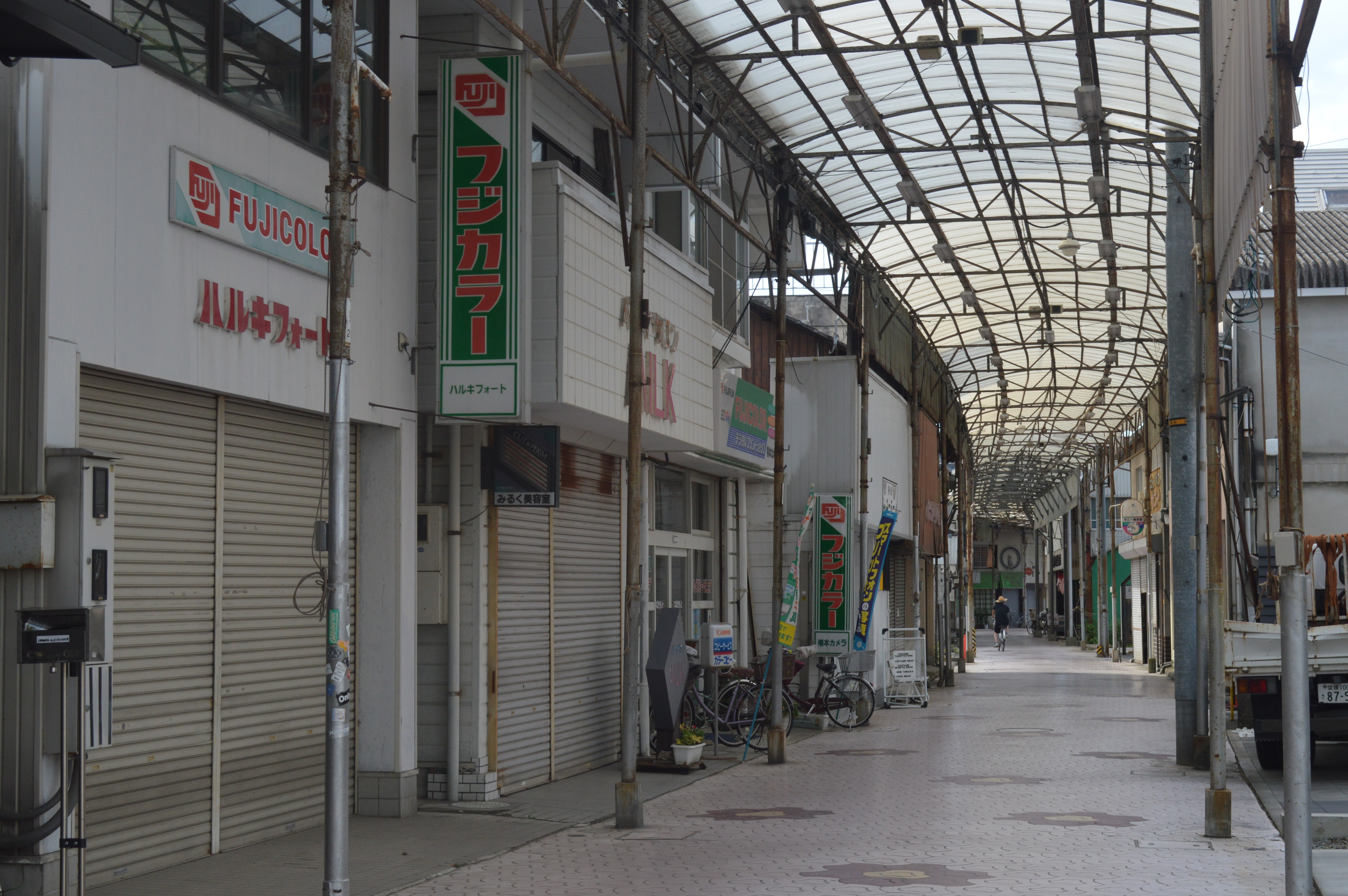
Csöndes bevásárlónegyed
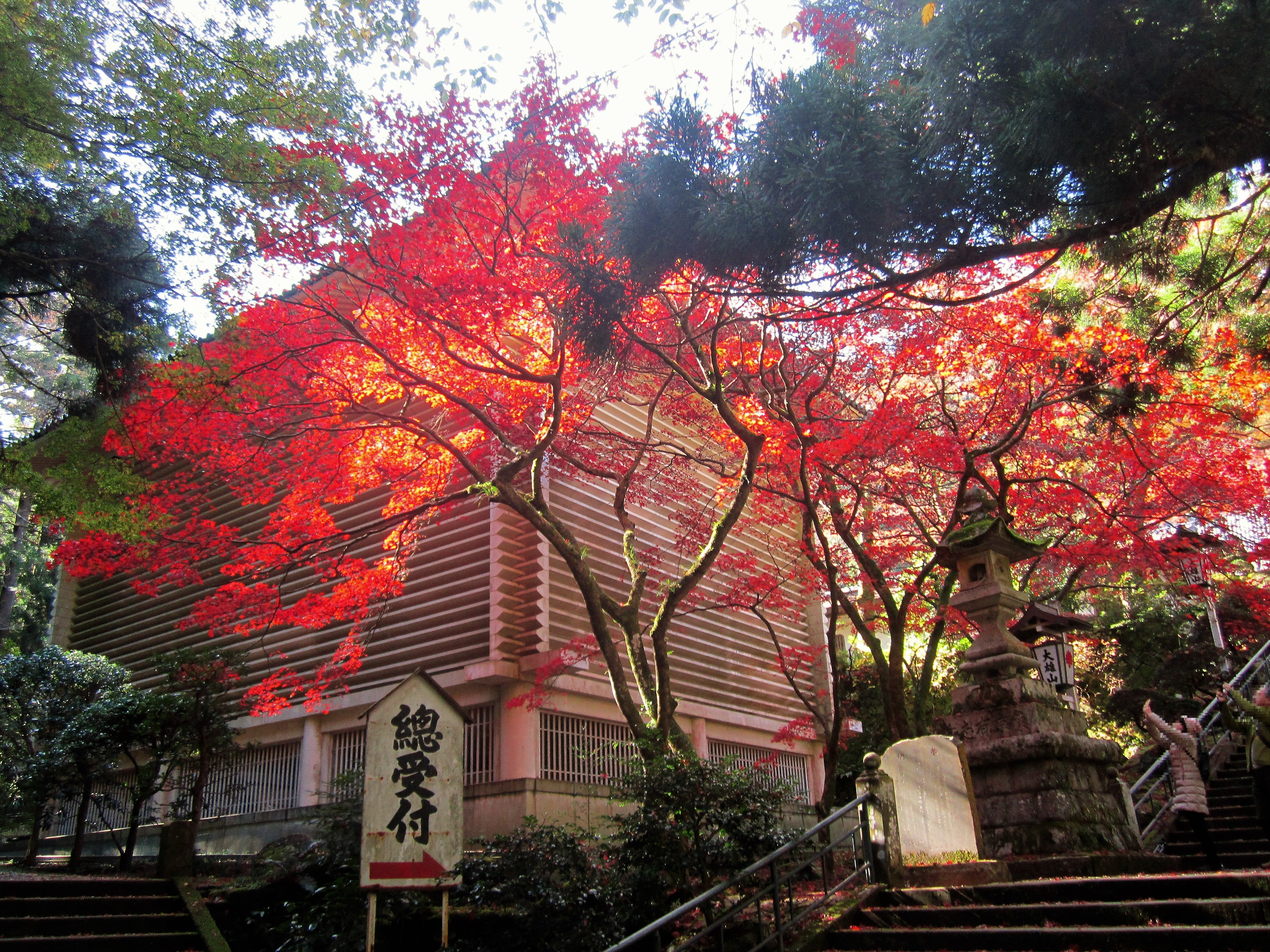
Ősz a városi parkban

## Nevezetes szaidzsóiak
- Szogó Sindzsi[13]
- Dzsudzsiro Vada
- Nagatomo Júto
- Szeki Jukio
- Tagucsi Nobutaka

## Közeli városok
- Niihama
- Imabari
- Macujama